# Сабурово (Щёлковский район)
Сабу́рово — деревня в городском округе Щёлково Московской области России. До 2019 года входила в состав сельского поселения Гребневское.
В Сабурове находится дом отдыха. Сельскохозяйственные земли вокруг деревни раньше относились к богословскому колхозу «Путь Ильича». Использовались для выращивания трав на силос.

## География
Располагается в 5 км к северу от Фрязина на пути следования автобуса 54 маршрута, примерно в 10 км к северу от Щёлкова и 23 км к северо-востоку от МКАД. От деревни около 3 километров до Фряновского шоссе, ближе к Москве пересекающего Щёлковское шоссе. Ближайший населённый пункт — село Богослово.
В деревне шесть улиц — Алябьевская, Бабушкинская, Берёзовая, Подлесная, Прудная и Ягодная, приписано несколько садоводческих товарищества (СНТ).
Рядом с деревней располагается санаторий «Сосновый бор» (бывший пионерский лагерь и санаторий «Электрон»). Деревня лежит в небольшом понижении рельефа, окружена лесами. Экологическое состояние осложняется соседством с Сабуровским полигоном твёрдых бытовых отходов.

## Население
| 1852 | 1859 | 1869 | 1899 | 1926 | 2002 | 2006 |
| ---- | ---- | ---- | ---- | ---- | ---- | ---- |
| 133  | ↗140 | ↗151 | ↘72  | ↗216 | ↘43  | ↘30  |
| 2010 |      |      |      |      |      |      |
| ↗59  |      |      |      |      |      |      |

## История
Деревня имеет довольно продолжительную историю. Первое упоминание относится к 1584, тогда пустошь носила название «Подъягодное Желудево тож», земля принадлежала старице Евгении, жене Василия Царевского.
В 1589 году Подъягодное числится у Тимофея Сабурова, чей род вел происхождение от мурзы Чета, во крещении названного Захарием. Но татарские традиции в семье остались, и правнук имел прозвище Сабур (араб. — терпеливый, выносливый), от него пошел и род Сабуровых.
После 1625 Никита Олябьев, получив пустошь в приданое, построил на ней «дворы и овины», и пустошь стала сельцом.
Позже им владел его племянник — князь Григорий Афанасьевич Козловский из известного рода Рюриковичей.
В 1646 году — 1 крестьянский двор (4 человека), а в 1678 — двор вотчинников и двор для деловых людей, приезжавших из других вотчин.
В 1694 именьице досталось его внуку князю Семену Михайловичу Козловскому. Именно при передаче сельцо получило новое дополнение к имени Подъягодное — «Сабурово тож» — по имени владельцев пустоши 100 лет назад.
В 1704 году были дворы «вотчинников и скотный» — 20 человек деловых людей.
В 1706 году построена деревянная Спасская церковь.
В 1748 году селом владел сын Семена Михайловича — Алексей, с 1774 — сын последнего Яков.
Около 1776 года в селе — деревянный господский дом, 12 крестьянских домов с 74 крестьянами, сад с плодовыми деревьями и полотняная фабрика.
В 1785 году Сабурово было снова приписано к приходу села Богослова.
В середине XIX века сельцо Сабурово относилось ко 2-му стану Богородского уезда Московской губернии и принадлежало действительному статскому советнику Павлу Федоровичу Степанову. В сельце было 14 дворов, крестьян 66 душ мужского пола и 67 душ женского.
В «Списке населённых мест» 1862 года — владельческое сельцо 2-го стана Богородского уезда Московской губернии на Хомутовском тракте, в 30 верстах от уездного города и 11 верстах от становой квартиры, при пруде, с 20 дворами и 140 жителями (74 мужчины, 66 женщин).
По данным на 1869 год — сельцо Гребневской волости 3-го стана Богородского уезда с 27 дворами, 34 деревянными домами и 151 жителем (71 мужчина, 80 женщин), из которых 11 грамотных мужчин. В деревне работал общественный хлебный магазин. Количество земли составляло 207 десятин и 830 саженей, в том числе 60 десятин пахотной. Имелось 20 лошадей, 22 единицы рогатого и 48 единиц мелкого скота.
В 1913 году — 32 двора и частновладельческая усадьба Товарищества Знаменской мануфактуры.
По материалам Всесоюзной переписи населения 1926 года — центр Сабуровского сельсовета Щёлковской волости Московского уезда в 5,5 км от Стромынского шоссе и 13 км от станции Щёлково Северной железной дороги, проживало 216 жителей (109 мужчин, 107 женщин), насчитывалось 40 хозяйств (36 крестьянских).
В 1994—2006 годах относилась к Гребневскому сельскому округу.

## Известные люди
Здесь в 1920 году «в крепкой крестьянской семье» родился поэт и писатель Алексей Петрович Галкин, живущий в Королёве, автор многих книг стихотворений и книги воспоминаний.
В деревне сегодня[когда?]

 живёт писатель Вячеслав Бабушкин, подполковник в отставке, автор десяти книг поэзии и прозы, в том числе книги рассказов и повести «Лётчик-штурмовик» о Герое Советского Союза Б. Н. Еряшеве.